# لوتش فلسطين
لوتش فلسطين (الاسم العلمي:  Nemacheilus dori)، (بالإنجليزية:  Palestine Loach)‏ هو نوع من الأسماك شعاعية الزعانف في عائلة سمك لوتش التيارات الرابية. يتواجد هذا النوع فقط في فلسطين. الموائل الطبيعية لهذه الأسماك هي الأنهار. نوع السمك هذا مهدد بفقدان الموائل.